# أسعد بن وائل الحميري
أسعد بن وائل بن عيسى الوائلي الحميري وهو من نسل الصحابي الجليل أسْمَيْفَع بن ناكور والملك العظيم الذي ينتهي نسبه إلى ذي الكلاع الأكبر ثم إلى الهميسع بن حمير بن سبأ بن يشجب بن يعرب بن قحطان.
ولد ليلة الجمعة الخامس عشر من شهر شوال سنة 458هـ, وتوفي قتلاً في (وحاظة)، في ناحية (حبيش)، من بلاد إبّ، ودفن في جامع (الجعامي) سنة 528ه وعمره سبعون سنة.
أثنى عليه المؤرخ عمر بن سمرة الجعدي في كتابه (طبقات فقهاء اليمن)، فقال: «كان هو وآباؤه سالمين من الابتداع، يؤثرون مذهب السنة، وعمارة المساجد، ومحبة العلماء والقرّاء والعُبّاد، يعظمون السلف الصالح، ويتبركون بذكرهم، ويقتدون بأقوالهم وأفعالهم».